# Botafogo Futebol Clube (Maranhão)
O Botafogo Futebol Clube, Botafogo do Anil, ou simplesmente Botafogo é um clube de futebol amador brasileiro fundado em 15 de setembro de 1933 por torcedores do Botafogo carioca, com o apoio da Fábrica Têxtil do Rio Anil.
Graças ao apoio da Fábrica Têxtil do Rio Anil, o Botafogo consagrou-se vice-campeão do Campeonato Maranhense de 1944. Em 1953 foi fundada a Liga Anilense de Desportos, onde o Botafogo foi campeão em oito ocasiões, sendo elas: 1953, 1954, 1990, 1991, 1994, 1996, 2006 e 2019.
O clube também ganhou o campeonato amador da Segunda Divisão maranhense, organizado pela Federação Maranhense de Desportos (ou a FMD) três vezes, em 1975, 1987 e 1988.
O Botafogo tem uma coletânea de títulos amadores, todas elas gravadas na sede do clube, que ficam na Av. São Sebastião.

## Títulos
| NÃO OFICIAIS | NÃO OFICIAIS                                    | NÃO OFICIAIS | NÃO OFICIAIS                                    |
|              | Competição                                      | Títulos      | Temporadas                                      |
| ------------ | ----------------------------------------------- | ------------ | ----------------------------------------------- |
|              | Campeonato Alinense                             | 8            | 1953, 1954, 1990, 1991, 1994, 1996, 2006 e 2019 |
|              | Campeonato Maranhense - Segunda Divisão Amadora | 3            | 1975, 1987, 1988                                |
|              | Torneio 500 Anos                                | 1            | 1999                                            |
|              | Aurora                                          | 1            | 2004                                            |
|              | Torneio São Cristóvão                           | 2            | 2010, 2011                                      |